# Dvorac Ostrovica
Dvorac Ostrovica (njem. Burg Hochosterwitz) je jedan od najljepših dvoraca u Austriji. Nalazi se u blizini Sankt Georgen am Längseea u općini St. Veit an der Glan, u austrijskoj Koruškoj. 
Smješten je na 160 metara visokoj osamljenoj vapnenačkoj stijeni 681 m visokog brda koje se uzdiže iznad doline. Za vedrog vremena dvorac je već vidljiv s udaljenosti od 30 km ili više. Njegov izniman strateški položaj omogućuje promatraču da iz dvorca potpunu kontrolira doline i nudi pogled na nekoliko planina: Krške Alpe (Gurktaler Alpen), Štalensku goru (Magdalensberg), Šenturšku goru (Ulrichsberg), Osojščico (Gerlitzen) i druge.
Značajka dvorca je 14 obranbenih vrata s pet pokretnih mostova preko tzv. „vučjih jama” koje su služile kao zaštita od napada Turaka. Zahvaljujući svojoj arhitekturi, dvorac nikada nije bio poražen, od njegovog utvrđivanja u 16. stoljeću do današnjih dana.
U pogledu cestovne povezanosti Dvorac Ostrovica se nalazi oko 18 km sjeverno od Klagenfurta i 7 km istočno od St. Veit an der Glana. Dvorac je otvoren za turiste svake godine od Uskrsa do kraja listopada. Oni mogu doći žičarom ili hodati 620 m dugim putom kroz 14 obranih vrata. Treći put je tzv. "Put budala" (Narrensteig) iznad strme padine, koji je zbog opasnosti za posjetitelje zatvoren.
God. 1994., Austrija je dvorac Ostrovicu nominirala za upis na UNESCO-ov popis mjesta svjetske baštine u Europi.
- Deveta vrata ispod gradske crkve
- Gradska straža na 4. vratima
- Hochosterwitz ljeti
- Dvorski vrt

## Vanjske poveznice
- Službene stranice dvorca (njem.)
- Virtualni obilazak dvorca (engl.)